# Junior Fernandes
Antenor Junior Fernandes da Silva Vitoria (Tocopilla; 10 de abril de 1988) es un futbolista chileno de origen que juega como delantero. Actualmente milita en el Keçiörengücü de la TFF Primera División de Turquía.
Inició su carrera futbolística en las divisiones menores de Cobreloa y, posteriormente, debutó en la categoría adulta 'loína'. Luego de ello, pasó a integrar el club Magallanes, con el que conquistó el título de la Tercera A de Chile 2010, lo que les valió el ascenso a la Primera B de Chile. Al año siguiente, fue fichado por Palestino de la Primera División de Chile. En 2012 fue fichado por Universidad de Chile, club con la cual ganó el Torneo de Apertura y llegó a semifinales de la Copa Libertadores 2012. Después de ambos torneos, durante el segundo semestre, fue fichado por el Bayer 04 Leverkusen de la Bundesliga de Alemania.
A nivel internacional, ha representado a la selección de Chile un total de 19 veces desde su debut en 2011, incluyendo 3 partidos en la Copa América 2019.

## Trayectoria

### Inicios
Hijo de padres brasileños, se mudó desde su natal Tocopilla a Calama a la edad de seis años, estudió en la Escuela Presidente Balmaceda por algunos años con su hermano Christian Fernandes Vitoria, donde participaron en deportes y música, fue durante estos años que desarrolló su pasión por el fútbol.

### Cobreloa

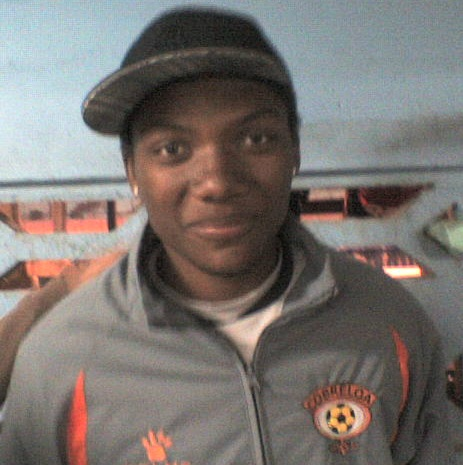
Junior en su paso por Cobreloa.

En Calama se integró a las divisiones inferiores de Cobreloa, participando en cada una de sus categorías, coincidiendo en ellas con Alexis Sánchez. En la pensión de Cobreloa, La Cisterna, se hicieron amigos, de tal manera, que Sánchez le invitó a Italia en una estadía de más de un mes. En 2006 integró el plantel de Cobreloa B que participó en Tercera División. En 2007, luego de que el club loíno renunciara a que su filial lo compitiera, fue enviado, cedido, a Municipal Mejillones, también de Tercera, equipo en el que estuvo durante toda la primera mitad del año. 
A pedido del entrenador, Gustavo Huerta, se integró al primer equipo de Cobreloa de cara al Torneo de Clausura. Su debut profesional ocurrió en la cuarta fecha del campeonato, cuando sustituyó al atacante Felipe Flores en un partido que acabaría con triunfo por 2:1 de Cobreloa sobre La Serena. Su primer partido como titular fue el duelo contra Melipilla, correspondiente a la duodécima fecha, que terminó con victoria de los Zorros por 5:1.

### Magallanes y Palestino
En 2010 se prueba en el Deportivo Coopsol de la Segunda División de Perú, pero se marcha dos semanas después sin siquiera debutar en el torneo. Entonces ficha por Magallanes de la Tercera División A, donde se transforma en la figura del equipo que consigue el campeonato y el ascenso a la Primera B. 
Su actuación en el cuadro carabelero lleva a que en 2011 fiche por Palestino, de la Primera División. Su rendimiento en el cuadro árabe lo lleva a ser nominado al seleccionado Nacional Sub-25 de Chile.

### Universidad de Chile
En tanto, el 2 de diciembre de 2011 se acuerda la venta del 50% de su pase por un monto de US$ 700.000, para recalar en la Universidad de Chile en el Torneo de Apertura 2012. El 5 de diciembre fue presentado en las dependencias del Complejo Deportivo Azul con el N.º 9, por el timonel azul Federico Valdés, de cara a la temporada 2012. En su presentación declaró "soy hincha de la U y mi ídolo es Marcelo Salas, porque hizo cosas muy grandes por el club y por esta camiseta". En el primer partido de la "U" de Chile en el Apertura 2012, debutó oficialmente, anotando el segundo gol de su equipo el cual ganó por 3-1 a Deportes La Serena.
El 22 de febrero de 2012, en el segundo partido de su equipo por la Copa Libertadores, anotó un triplete frente a Godoy Cruz, lo que ayudó a la "U" a vencer por 5-1 al club mendocino. El 10 de mayo de 2012, anota los 2 primeros goles en la victoria de la "U" por 6-0 ante Deportivo Quito, que le permitió revertir el 4-1 del partido de ida, y avanzar a cuartos de final de la Copa Libertadores. Al minuto 88, fue reemplazado por Francisco Castro y el público presente en el Estadio Nacional coreó su nombre.
El 24 de junio de 2012, asimismo, volvería a anotar 3 goles en la victoria 4-0 con que la 'U' venció a Colo-Colo en el partido de vuelta por semifinales del Torneo de Apertura 2012, acallando de plano las críticas que había recibido por su rendimiento en los últimos partidos. Posteriormente fue traspasado al Bayer 04 Leverkusen de Alemania en una cifra de US$ 7,8 millones de dólares.

### Bayer Leverkusen

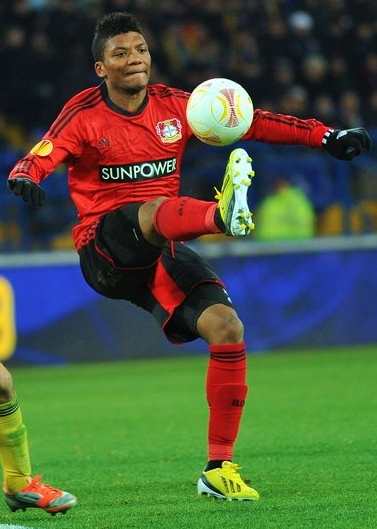
Junior por su paso en el Bayer Leverkusen de Alemania.

El 6 de julio de 2012, fichó por el Bayer Leverkusen desde la Universidad de Chile para una tasa de transferencia de 7 000 000 de euros y un contrato de cinco años. Hizo su debut con el club en la primera ronda de DFB-Pokal en un 4-0 victoria sobre Carl Zeiss Jena. Siete días más tarde, hizo su debut en la Bundesliga, entrando como sustituto en la derrota 2-1 contra Eintracht Frankfurt. Sin embargo, en su primera temporada, los números de Junior no fueron favorables y tuvo que partir a préstamo, jugando tan solo 13 partidos y anotando 1 solo gol.

### Dinamo Zagreb, Alanyaspor y Al-Ittihad Kalba SC
El 26 de mayo de 2013, se anunció que firmó un contrato de un año de préstamo con el club croata GNK Dinamo Zagreb. El 23 de abril de 2014, tras el final de su periodo de cesión, firmó un contrato de seis años con el Dinamo Zagreb.

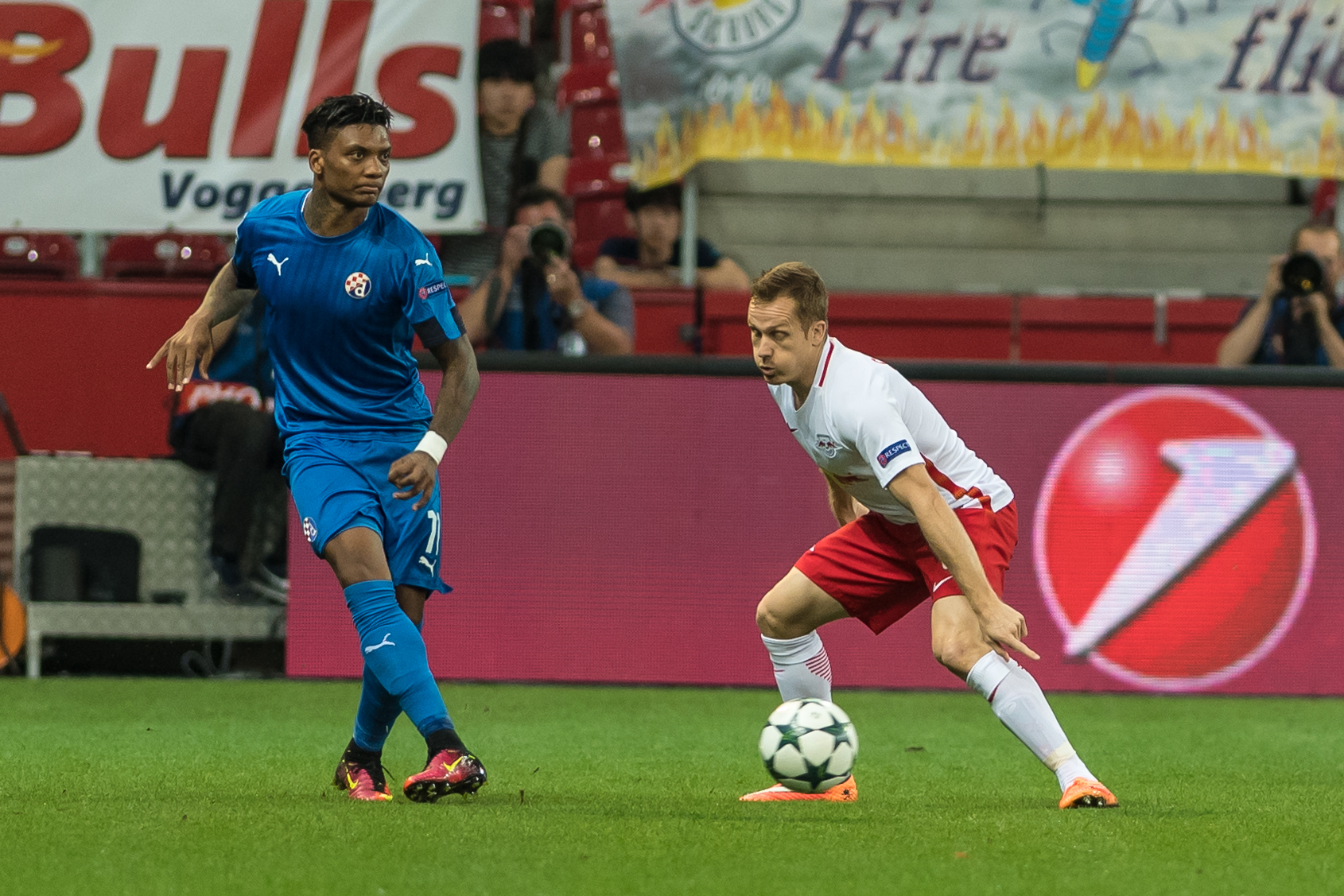
En el Dinamo Zagreb, Junior se consolidaría en el fútbol europeo al marcar 51 goles en 159 encuentros durante 5 años en el equipo croata, esto le daría la oportunidad de fichar por el Alayanspor de Turquía

En enero de 2017 fue cedido a Alanyaspor hasta el final de la temporada 2016-17. Volvió al Dínamo y marcó 2 goles contra el campeón defensor de la liga Rijeka. Sin embargo, dado que el Dinamo no se clasificó a la Europa League 2017-18, lo vendieron a Alanyaspor, ahora como una transferencia permanente en lugar de un préstamo.
En agosto de 2020 fue fichado por el Al-Ittihad Kalba SC de la Liga Árabe del Golfo.

### Segunda etapa en Universidad de Chile
En septiembre de 2021, regresa a Universidad de Chile. Debuta el 26 de septiembre en la derrota frente a Colo Colo entrando desde el banco. El domingo 5 de diciembre y a minutos de que termine el partido, anota el gol que significa la remontada frente a Unión La Calera y, por consiguiente, salva a 'La U' del descenso.

## Selección nacional

### Selección absoluta
Fernandes ha jugado en total diecinueve partidos por la selección chilena y no ha anotado goles. Debutó oficialmente con ésta el 21 de diciembre de 2011 en un partido amistoso frente a Paraguay, al que ganaron por 3-2. Tras esto, siguió siendo considerado por el DT Claudio Borghi, jugando en el partido contra Ghana el 29 de febrero de 2012, partido que terminó 1-1. Junior volvió a ser considerado en marzo para los partidos contra Perú por la denominada Copa del Pacífico 2012, jugando en la ida donde Chile ganó 3-1 y en el partido de vuelta donde volvieron a ganar 3-0. 
En abril de 2014, una fractura del peroné izquierdo sufrida jugando por su club le dejaría descartado como alternativa para formar parte de la lista preliminar del plantel que viajaría a la Copa Mundial de Fútbol de 2014. Tras lograr recuperarse y retomar la titularidad en el Dinamo Zagreb, el 11 de mayo de 2015, el entrenador Jorge Sampaoli lo incluyó en la lista preliminar de 30 jugadores para la Copa América 2015 a disputarse en Chile. Sin embargo, el 20 de mayo sería descartado de la nómina final que conseguiría el torneo por primera vez.
El 28 de agosto de 2015 fue citado de urgencia por Jorge Sampaoli para jugar un amistoso con Paraguay previo a las clasificatorias debido a la automarginación de Eduardo Vargas. Tras casi 2 años, Fernandes disputaría un partido por la selección el 5 de septiembre siendo titular en la victoria por 3-2 sobre Los Guaraníes, saliendo reemplazado a los 57 minutos por su compañero de equipo Ángelo Henríquez.
En diciembre de 2016, Juan Antonio Pizzi lo convocó para la China Cup 2017 disputada en China. Debutó el 15 de enero de 2017, en la final ante Islandia, ingresando al minuto 79 por José Pedro Fuenzalida, volviendo a jugar tras casi 15 meses por La Roja, finalmente Chile ganó por 1-0 y se coronó campeón de la China Cup 2017 en continente asiático.
Tras la llegada de Reinaldo Rueda a la selección chilena como nuevo director técnico en 2018, Fernandes fue citado para los amistosos ante Rumania, Serbia y Polonia entre mayo y junio, en una nómina de renovación, siendo el jugador con más edad de la nómina junto a Gabriel Arias, ambos con 30 años. No jugó ante los rumanos, donde Chile perdió por 3-2, pero jugó el segundo encuentro ante Serbia donde Chile ganó por 1-0 con gran partido de Junior. Luego jugaría ante Polonia en Poznań, Polonia el 8 de junio, donde Fernandes jugó nuevamente un buen partido, y en el minuto 19, anotaría un gol que fue anulado por offside, pero luego Chile tras ir cayendo por 0-2 empataría el encuentro 2-2 con goles de Diego Valdés y Miiko Albornoz.
En 2018, ante México volvió a jugar de titular, donde Junior volvió a tener un partido ingrato a pesar de tener una chance de gol que fue contenida por el portero Hugo González. Fernandes fue reemplazado en el minuto 71 por Paulo Díaz. Chile ganó 1-0 aquel partido. En medio de críticas, volvió a ser convocado por Reinaldo Rueda para los amistosos ante Costa Rica y Honduras en noviembre del mismo año. Ante Costa Rica volvió a jugar de manera ingrata, siendo incapaz de controlar bien el balón y de superar la banda del costarricense Ronald Matarrita. Fue reemplazado en el entretiempo por Óscar Opazo, y Chile perdió por 2-3. Luego ante Honduras no jugó, donde Chile ganó por 4-1 en un polémico partido.

### Copas América

#### Copa América 2019
El director técnico Reinaldo Rueda lo nomina para disputar la Copa América 2019 disputada en Brasil. Esta decisión hizo que se llenara de críticas al director técnico por el mal rendimiento de Junior Fernandes en los amistosos jugados con Rueda. Chile debutó el 17 de junio ante Japón donde entró en el minuto 87 por Alexis Sánchez. Chile iba ganando 4-0, y Junior hizo un par de buenas jugadas en donde en una casi anota el criticado jugador. Posteriormente, Chile derrotó a Ecuador por 2-1 clasificándose a cuartos de final del torneo. Junior no jugó ningún minuto en aquel partido.
El 24 de junio, Chile se enfrentó a Uruguay donde estaban empatando 0-0 hasta que Junior entró en el minuto 77 por Eduardo Vargas, donde en su primera intervención con el balón hizo un muy fallido autopase y posteriormente el uruguayo Luis Suárez recibió un balón, Junior fue a tratar de intervenir, pero Suárez lo pasó y éste tiró un centro a Edinson Cavani para anotar el 1 a 0 final, provocando burlas y críticas a Fernandes. Chile clasificó como segundo de grupo con 6 puntos a cuartos de final.
Ante Colombia en cuartos de final, Chile empató 0-0 y pasó a semifinales ganando 5-4 en penales. Fernandes no jugó. Luego ante Perú en semifinales, Chile quedó eliminado al perder por 0-3. Junior nuevamente no jugó. En el partido por el tercer lugar ante Argentina, Chile comenzó perdiendo por 0-1 y tras una lesión de Alexis Sánchez en el minuto 14, en el minuto 17 ingresó Fernandes en sustución de Alexis, posteriormente Argentina hizo el 2-0 y Junior comenzó a jugar bien, complicando a la defensa argentina, especialmente al lateral Juan Foyth. Pese a aquello, Chile perdió por 2-1 y no impidió que fuese de los más resistidos por los hinchas chilenos. Fernandes jugó 3 partidos (88 minutos), no anotó goles y fue de los jugadores más criticados de Chile.

### Clasificatorias

#### Clasificatorias Brasil 2014
Fernandes logró debutar en la clasificación para Brasil 2014, participando el 11 de septiembre en la derrota por 1-3 frente a Colombia. El 12 de octubre, Fernandes disputó algunos minutos en el partido contra Ecuador válido por las Clasificatorias, donde nuevamente la selección fue derrotada por 3-1. Luego, en el debut de Jorge Sampaoli al mando de la Selección de Chile por las Clasificatorias el 22 de marzo de 2013, el equipo perdería por 1-0 contra Perú. Fernandes estaría presente en las siguientes convocatorias por las Clasificatorias a Brasil 2014. Chile culminaría en la tercera posición, clasificando al Mundial de Brasil tras vencer por 2-1 a Ecuador el 15 de octubre de 2013.

#### Clasificatorias Rusia 2018
En septiembre de 2016, por segunda vez es citado de urgencia por Juan Antonio Pizzi para jugar los partidos de las clasificatorias al Mundial de 2018 contra Ecuador y Perú.
Volvió a ser convocado por Rueda en octubre del mismo año ante Perú y México, ratificándose como uno de los jugadores del gusto del técnico, donde Fernandes arrancó de titular en el primer encuentro ante Perú. Sin embargo, Fernandes jugó un pésimo partido, siendo reemplazado al minuto 67 por Ángelo Henríquez. Chile perdió 3-0 ante el equipo blanquirrojo, el cual no le ganaba a Chile desde el 22 de marzo de 2013 en Lima, por las Clasificatorias a Brasil 2014, curiosamente por un error del propio Junior.

#### Participaciones en Clasificatorias a Copas del Mundo
| Eliminatorias                 | País   | Resultado   | Posición | Partidos | Goles |
| ----------------------------- | ------ | ----------- | -------- | -------- | ----- |
| Clasificatorias a Brasil 2014 | Brasil | Clasificado | 3.º      | 3        | 0     |
| Clasificatorias a Rusia 2018  | Rusia  | Eliminado   | 6.º      | 10       | 0     |

#### Participaciones en la China Cup
| Copa           | Sede  | Resultado | PJ | Goles |
| -------------- | ----- | --------- | -- | ----- |
| China Cup 2017 | China | Campeón   | 1  | 1     |

#### Participaciones en Copa América
| Torneo            | Sede   | Resultado    | Partidos | Goles |
| ----------------- | ------ | ------------ | -------- | ----- |
| Copa América 2019 | Brasil | Cuarto lugar | 3        | 2     |

### Partidos internacionales
Actualizado al último partido jugado el 6 de julio de 2019.
| \| N.º \| Fecha \| Estadio \| Local \| Resultado \| Visitante \| Goles \| Competición \| \| ----- \| ------------------------ \| ------------------------------------------ \| ---------- \| --------- \| ---------- \| ----- \| ----------------------------- \| \| 1 \| 21 de diciembre de 2011 \| Estadio La Portada, La Serena, Chile \| Chile \| 3-2 \| Paraguay \| \| Amistoso \| \| 2 \| 29 de febrero de 2012 \| PPL Park Stadium, Chester, Estados Unidos \| Chile \| 1-1 \| Ghana \| \| Amistoso \| \| 3 \| 21 de marzo de 2012 \| Estadio Carlos Dittborn, Arica, Chile \| Chile \| 3-1 \| Perú \| \| Copa del Pacífico 2012 \| \| 4 \| 11 de abril de 2012 \| Estadio Jorge Basadre, Tacna, Perú \| Perú \| 0-3 \| Chile \| \| Copa del Pacífico 2012 \| \| 5 \| 11 de septiembre de 2012 \| Estadio Monumental, Santiago, Chile \| Chile \| 1-3 \| Colombia \| \| Clasificatorias a Brasil 2014 \| \| 6 \| 12 de octubre de 2012 \| Estadio Olímpico Atahualpa, Quito, Ecuador \| Ecuador \| 3-1 \| Chile \| \| Clasificatorias a Brasil 2014 \| \| 7 \| 22 de marzo de 2013 \| Estadio Nacional del Perú, Lima, Perú \| Perú \| 1-0 \| Chile \| \| Clasificatorias a Brasil 2014 \| \| 8 \| 14 de agosto de 2013 \| Estadio Brøndby, Copenhague, Dinamarca \| Irak \| 0-6 \| Chile \| \| Amistoso \| \| 9 \| 10 de septiembre de 2013 \| Stade de Genève, Ginebra, Suiza \| España \| 2-2 \| Chile \| \| Amistoso \| \| 10 \| 5 de septiembre de 2015 \| Estadio Nacional, Santiago, Chile \| Chile \| 3-2 \| Paraguay \| \| Amistoso \| \| 11 \| 15 de enero de 2017 \| Guangxi Sports Center, Nanning, China \| Islandia \| 0-1 \| Chile \| \| China Cup 2017 \| \| 12 \| 4 de junio de 2018 \| Stadion Graz-Liebenau, Graz, Austria \| Serbia \| 0-1 \| Chile \| \| Amistoso \| \| 13 \| 8 de junio de 2018 \| INEA Stadion, Poznań, Polonia \| Polonia \| 2-2 \| Chile \| \| Amistoso \| \| 14 \| 12 de octubre de 2018 \| Hard Rock Stadium, Miami, Estados Unidos \| Perú \| 3-0 \| Chile \| \| Amistoso \| \| 15 \| 16 de octubre de 2018 \| Estadio La Corregidora, Querétaro, México \| México \| 0-1 \| Chile \| \| Amistoso \| \| 16 \| 16 de noviembre de 2018 \| Estadio El Teniente, Rancagua, Chile \| Chile \| 2-3 \| Costa Rica \| \| Amistoso \| \| 17 \| 17 de junio de 2019 \| Estadio Morumbi, São Paulo, Brasil \| Japón \| 0-4 \| Chile \| \| Copa América 2019 \| \| 18 \| 24 de junio de 2019 \| Estadio Maracaná, Río de Janeiro, Brasil \| Chile \| 0-1 \| Uruguay \| \| Copa América 2019 \| \| 19 \| 6 de julio de 2019 \| Arena Corinthians, São Paulo, Brasil \| Argentina \| 2-1 \| Chile \| \| Copa América 2019 \| \| Total \| \| \| Presencias \| 19 \| Goles \| 0 \| \| |                          |                                            |            |           |            |       |                               |
| N.º | Fecha                    | Estadio                                    | Local      | Resultado | Visitante  | Goles | Competición                   |
| 1 | 21 de diciembre de 2011  | Estadio La Portada, La Serena, Chile       | Chile      | 3-2       | Paraguay   |       | Amistoso                      |
| 2 | 29 de febrero de 2012    | PPL Park Stadium, Chester, Estados Unidos  | Chile      | 1-1       | Ghana      |       | Amistoso                      |
| 3 | 21 de marzo de 2012      | Estadio Carlos Dittborn, Arica, Chile      | Chile      | 3-1       | Perú       |       | Copa del Pacífico 2012        |
| 4 | 11 de abril de 2012      | Estadio Jorge Basadre, Tacna, Perú         | Perú       | 0-3       | Chile      |       | Copa del Pacífico 2012        |
| 5 | 11 de septiembre de 2012 | Estadio Monumental, Santiago, Chile        | Chile      | 1-3       | Colombia   |       | Clasificatorias a Brasil 2014 |
| 6 | 12 de octubre de 2012    | Estadio Olímpico Atahualpa, Quito, Ecuador | Ecuador    | 3-1       | Chile      |       | Clasificatorias a Brasil 2014 |
| 7 | 22 de marzo de 2013      | Estadio Nacional del Perú, Lima, Perú      | Perú       | 1-0       | Chile      |       | Clasificatorias a Brasil 2014 |
| 8 | 14 de agosto de 2013     | Estadio Brøndby, Copenhague, Dinamarca     | Irak       | 0-6       | Chile      |       | Amistoso                      |
| 9 | 10 de septiembre de 2013 | Stade de Genève, Ginebra, Suiza            | España     | 2-2       | Chile      |       | Amistoso                      |
| 10 | 5 de septiembre de 2015  | Estadio Nacional, Santiago, Chile          | Chile      | 3-2       | Paraguay   |       | Amistoso                      |
| 11 | 15 de enero de 2017      | Guangxi Sports Center, Nanning, China      | Islandia   | 0-1       | Chile      |       | China Cup 2017                |
| 12 | 4 de junio de 2018       | Stadion Graz-Liebenau, Graz, Austria       | Serbia     | 0-1       | Chile      |       | Amistoso                      |
| 13 | 8 de junio de 2018       | INEA Stadion, Poznań, Polonia              | Polonia    | 2-2       | Chile      |       | Amistoso                      |
| 14 | 12 de octubre de 2018    | Hard Rock Stadium, Miami, Estados Unidos   | Perú       | 3-0       | Chile      |       | Amistoso                      |
| 15 | 16 de octubre de 2018    | Estadio La Corregidora, Querétaro, México  | México     | 0-1       | Chile      |       | Amistoso                      |
| 16 | 16 de noviembre de 2018  | Estadio El Teniente, Rancagua, Chile       | Chile      | 2-3       | Costa Rica |       | Amistoso                      |
| 17 | 17 de junio de 2019      | Estadio Morumbi, São Paulo, Brasil         | Japón      | 0-4       | Chile      |       | Copa América 2019             |
| 18 | 24 de junio de 2019      | Estadio Maracaná, Río de Janeiro, Brasil   | Chile      | 0-1       | Uruguay    |       | Copa América 2019             |
| 19 | 6 de julio de 2019       | Arena Corinthians, São Paulo, Brasil       | Argentina  | 2-1       | Chile      |       | Copa América 2019             |
| Total |                          |                                            | Presencias | 19        | Goles      | 0     |                               |

| Selección chilena | Selección chilena | Selección chilena |
| Año               | Partidos          | Goles             |
| ----------------- | ----------------- | ----------------- |
| 2011              | 1                 | 0                 |
| 2012              | 5                 | 0                 |
| 2013              | 3                 | 0                 |
| 2015              | 1                 | 0                 |
| 2017              | 1                 | 0                 |
| 2018              | 5                 | 0                 |
| 2019              | 3                 | 0                 |
| Total             | 19                | 0                 |

## Estadísticas

### Clubes
| Club                           | Div.          | Temporada     | Liga  | Liga  | Liga   | Copas nacionales | Copas nacionales | Copas nacionales | Torneos internacionales | Torneos internacionales | Torneos internacionales | Total | Total | Total  | Media goleadora |
| Club                           | Div.          | Temporada     | Part. | Goles | Asist. | Part.            | Goles            | Asist.           | Part.                   | Goles                   | Asist.                  | Part. | Goles | Asist. | Media goleadora |
| ------------------------------ | ------------- | ------------- | ----- | ----- | ------ | ---------------- | ---------------- | ---------------- | ----------------------- | ----------------------- | ----------------------- | ----- | ----- | ------ | --------------- |
| Cobreloa B · Chile             | 3.ª           | 2006          | 8     | 2     | 2      | —                | —                | —                | —                       | —                       | —                       | 8     | 2     | 2      | 0.25            |
| Cobreloa B · Chile             | Total club    | Total club    | 8     | 2     | 2      | 0                | 0                | 0                | 0                       | 0                       | 0                       | 8     | 2     | 2      | 0.25            |
| Cobreloa · Chile               | 1.ª           | 2007          | 17    | 1     | 3      | —                | —                | —                | —                       | —                       | —                       | 17    | 1     | 3      | 0.06            |
| Cobreloa · Chile               | 1.ª           | 2008          | 16    | 0     | 1      | 2                | 1                | 1                | —                       | —                       | —                       | 18    | 1     | 2      | 0.06            |
| Cobreloa · Chile               | 1.ª           | 2009          | 18    | 1     | 2      | 1                | 0                | 0                | —                       | —                       | —                       | 19    | 1     | 2      | 0.05            |
| Cobreloa · Chile               | Total club    | Total club    | 51    | 2     | 6      | 3                | 1                | 1                | 0                       | 0                       | 0                       | 54    | 3     | 7      | 0.06            |
| Municipal Mejillones · Chile   | 3.ª           | 2007          | 20    | 12    | 4      | —                | —                | —                | —                       | —                       | —                       | 20    | 12    | 4      | 0.6             |
| Municipal Mejillones · Chile   | Total club    | Total club    | 20    | 12    | 4      | 0                | 0                | 0                | 0                       | 0                       | 0                       | 20    | 12    | 4      | 0.6             |
| Magallanes · Chile             | 3.ª           | 2010          | 25    | 10    | 9      | 2                | 1                | 0                | —                       | —                       | —                       | 27    | 11    | 9      | 0.41            |
| Magallanes · Chile             | Total club    | Total club    | 25    | 10    | 9      | 2                | 1                | 0                | 0                       | 0                       | 0                       | 27    | 11    | 9      | 0.41            |
| Palestino · Chile              | 1.ª           | 2011          | 35    | 9     | 11     | 4                | 1                | 1                | —                       | —                       | —                       | 39    | 10    | 12     | 0.26            |
| Palestino · Chile              | Total club    | Total club    | 35    | 9     | 11     | 4                | 1                | 1                | 0                       | 0                       | 0                       | 39    | 10    | 12     | 0.26            |
| Universidad de Chile · Chile   | 1.ª           | 2012          | 17    | 8     | 8      | —                | —                | —                | 11                      | 6                       | 3                       | 28    | 20    | 15     | 0.8             |
| Bayer 04 Leverkusen · Alemania | 1.ª           | 2012-13       | 6     | 0     | 1      | 1                | 1                | 0                | 6                       | 0                       | 2                       | 13    | 1     | 3      | 0.7             |
| Bayer 04 Leverkusen · Alemania | Total club    | Total club    | 6     | 0     | 1      | 1                | 1                | 0                | 6                       | 0                       | 2                       | 13    | 1     | 3      | 0.08            |
| Dinamo Zagreb · Croacia        | 1.ª           | 2013-14       | 28    | 13    | 4      | 6                | 2                | 2                | 12                      | 4                       | 1                       | 46    | 19    | 7      | 0.41            |
| Dinamo Zagreb · Croacia        | 1.ª           | 2014-15       | 21    | 5     | 5      | 6                | 2                | 0                | 3                       | 0                       | 0                       | 30    | 7     | 5      | 0.23            |
| Dinamo Zagreb · Croacia        | 1.ª           | 2015-16       | 28    | 12    | 3      | 4                | 2                | 1                | 10                      | 1                       | 1                       | 42    | 15    | 5      | 0.36            |
| Dinamo Zagreb · Croacia        | 1.ª           | 2016-17       | 18    | 5     | 3      | —                | —                | —                | 12                      | 1                       | 1                       | 30    | 6     | 4      | 0.2             |
| Dinamo Zagreb · Croacia        | 1.ª           | 2017-18       | 7     | 3     | 0      | —                | —                | —                | 4                       | 1                       | 1                       | 11    | 4     | 1      | 0.36            |
| Dinamo Zagreb · Croacia        | Total club    | Total club    | 102   | 38    | 15     | 16               | 6                | 3                | 41                      | 7                       | 4                       | 159   | 87    | 39     | 0.6             |
| Dinamo Zagreb II · Croacia     | 2.ª           | 2015-16       | 1     | 0     | 1      | —                | —                | —                | —                       | —                       | —                       | 1     | 0     | 1      | 0.00            |
| Dinamo Zagreb II · Croacia     | Total club    | Total club    | 1     | 0     | 1      | 0                | 0                | 0                | 0                       | 0                       | 0                       | 1     | 0     | 1      | 0.00            |
| Alanyaspor Turquía             | 1.ª           | 2016-17       | 14    | 6     | 3      | —                | —                | —                | —                       | —                       | —                       | 14    | 6     | 3      | 0.43            |
| Alanyaspor Turquía             | 1.ª           | 2017-18       | 25    | 10    | 7      | 2                | 1                | 0                | —                       | —                       | —                       | 27    | 11    | 7      | 0.41            |
| Alanyaspor Turquía             | 1.ª           | 2018-19       | 25    | 7     | 3      | 4                | 1                | 1                | —                       | —                       | —                       | 29    | 8     | 4      | 0.28            |
| Alanyaspor Turquía             | 1.ª           | 2019-20       | 30    | 9     | 7      | 8                | 3                | 0                | —                       | —                       | —                       | 38    | 12    | 7      | 0.32            |
| Alanyaspor Turquía             | Total club    | Total club    | 94    | 32    | 20     | 14               | 5                | 1                | 0                       | 0                       | 0                       | 108   | 37    | 21     | 0.34            |
| Ittihad Kalba · EAU            | 1.ª           | 2020-21       | 13    | 3     | 1      | 3                | 0                | 0                | —                       | —                       | —                       | 16    | 3     | 1      | 0.19            |
| Ittihad Kalba · EAU            | Total club    | Total club    | 13    | 3     | 1      | 3                | 0                | 0                | 0                       | 0                       | 0                       | 16    | 3     | 1      | 0.19            |
| Estambul Başakşehir Turquía    | 1.ª           | 2020-21       | 9     | 1     | 0      | 2                | 1                | 0                | —                       | —                       | —                       | 11    | 2     | 0      | 0.18            |
| Estambul Başakşehir Turquía    | Total club    | Total club    | 9     | 1     | 0      | 2                | 1                | 0                | 0                       | 0                       | 0                       | 11    | 2     | 0      | 0.18            |
| Universidad de Chile · Chile   | 1.ª           | 2021          | 7     | 1     | 0      | —                | —                | —                | —                       | —                       | —                       | 7     | 1     | 0      | 0.14            |
| Universidad de Chile · Chile   | 1.ª           | 2022          | 27    | 3     | 2      | 8                | 3                | 0                | —                       | —                       | —                       | 35    | 6     | 2      | 0.17            |
| Universidad de Chile · Chile   | Total club    | Total club    | 51    | 12    | 10     | 8                | 3                | 0                | 11                      | 6                       | 3                       | 70    | 52    | 20     | 0.66            |
| Manisa Turquía                 | 2.ª           | 2023          | 14    | 3     | 1      | —                | —                | —                | —                       | —                       | —                       | 14    | 3     | 1      | 0.21            |
| Manisa Turquía                 | Total club    | Total club    | 14    | 3     | 1      | 0                | 0                | 0                | 0                       | 0                       | 0                       | 14    | 3     | 1      | 0.21            |
| Adanaspor Turquía              | 2.ª           | 2023-24       | 27    | 9     | 2      | 1                | 0                | 0                | —                       | —                       | —                       | 28    | 9     | 2      | 0.32            |
| Adanaspor Turquía              | Total club    | Total club    | 27    | 9     | 2      | 1                | 0                | 0                | 0                       | 0                       | 0                       | 28    | 9     | 2      | 0.32            |
| Esenler Erokspor Turquía       | 2.ª           | 2024-25       | 36    | 13    | 5      | 1                | 0                | 0                | —                       | —                       | —                       | 37    | 13    | 5      | 0.35            |
| Esenler Erokspor Turquía       | Total club    | Total club    | 36    | 13    | 5      | 1                | 0                | 0                | 0                       | 0                       | 0                       | 37    | 13    | 5      | 0.35            |
| Keçiörengücü Turquía           | 2.ª           | 2025-26       | 1     | 1     | 0      | —                | —                | —                | —                       | —                       | —                       | 1     | 1     | 0      | 1               |
| Keçiörengücü Turquía           | Total club    | Total club    | 1     | 1     | 0      | 0                | 0                | 0                | 0                       | 0                       | 0                       | 1     | 1     | 0      | 1               |
| Total carrera                  | Total carrera | Total carrera | 493   | 147   | 88     | 55               | 19               | 6                | 58                      | 13                      | 9                       | 606   | 179   | 103    | 0.3             |
| 1. 2. 3.                       |               |               |       |       |        |                  |                  |                  |                         |                         |                         |       |       |        |                 |

### Selección
| Selección                                                                                 | Temporada     | Amistosos | Amistosos | Amistosos | Sudamérica(1) | Sudamérica(1) | Sudamérica(1) | Mundial | Mundial | Mundial | Total | Total | Total  | Media goleadora |
| Selección                                                                                 | Temporada     | Part.     | Goles     | Asist.    | Part.         | Goles         | Asist.        | Part.   | Goles   | Asist.  | Part. | Goles | Asist. | Media goleadora |
| ----------------------------------------------------------------------------------------- | ------------- | --------- | --------- | --------- | ------------- | ------------- | ------------- | ------- | ------- | ------- | ----- | ----- | ------ | --------------- |
| Absoluta · Chile                                                                          | 2011          | 1         | 0         | 1         | —             | —             | —             | —       | —       | —       | 1     | 0     | 1      | 0.00            |
| Absoluta · Chile                                                                          | 2012          | 3         | 0         | 0         | 2             | 0             | 0             | —       | —       | —       | 5     | 0     | 0      | 0.00            |
| Absoluta · Chile                                                                          | 2013          | 2         | 0         | 0         | 1             | 0             | 0             | —       | —       | —       | 3     | 0     | 0      | 0.00            |
| Absoluta · Chile                                                                          | 2015          | 1         | 0         | 0         | —             | —             | —             | —       | —       | —       | 1     | 0     | 0      | 0.00            |
| Absoluta · Chile                                                                          | 2017          | 1         | 0         | 0         | —             | —             | —             | —       | —       | —       | 1     | 0     | 0      | 0.00            |
| Absoluta · Chile                                                                          | 2018          | 5         | 0         | 0         | —             | —             | —             | —       | —       | —       | 5     | 0     | 0      | 0.00            |
| Absoluta · Chile                                                                          | 2019          | —         | —         | —         | 3             | 0             | 0             | —       | —       | —       | 3     | 0     | 0      | 0.00            |
| Absoluta · Chile                                                                          | Total         | 13        | 0         | 1         | 6             | 0             | 0             | 0       | 0       | 0       | 19    | 0     | 1      | 0.00            |
| Total carrera                                                                             | Total carrera | 13        | 0         | 1         | 6             | 0             | 0             | 0       | 0       | 0       | 19    | 0     | 1      | 0.00            |
| (1) Incluye los partidos de las Clasificatorias Sudamericanas / Copa América (2012-Act.). |               |           |           |           |               |               |               |         |         |         |       |       |        |                 |

### Resumen estadístico
| Competición           | Partidos | Goles | Promedio | Asistencias | Promedio | Goles y asistencias | Promedio |
| --------------------- | -------- | ----- | -------- | ----------- | -------- | ------------------- | -------- |
| Primera División      | 326      | 93    | 0,29     | 62          | 0,19     | 155                 | 0,48     |
| Segunda División      | 1        | 0     | 0,00     | 1           | 1,00     | 1                   | 1,00     |
| Tercera División      | 53       | 24    | 0,45     | 15          | 0,28     | 39                  | 0,74     |
| Copas nacionales      | 45       | 16    | 0,36     | 6           | 0,13     | 22                  | 0,49     |
| Copas internacionales | 58       | 13    | 0,22     | 9           | 0,16     | 22                  | 0,38     |
| Selección absoluta    | 19       | 0     | 0,00     | 1           | 0,05     | 1                   | 0,05     |
| Total                 | 505      | 150   | 0,30     | 94          | 0,19     | 240                 | 0,49     |

### Tripletes
| 1 | 22 de febrero de 2012 | Nacional, Santiago            | Universidad de Chile - Godoy Cruz |  | 5 - 1 | Copa Libertadores 2012       |
| 2 | 24 de junio de 2012   | Nacional, Santiago            | Universidad de Chile - Colo-Colo  |  | 4 - 0 | Torneo Apertura 2012         |
| 3 | 8 de octubre de 2023  | Nuevo Estadio de Adana, Adana | Adanaspor - Giresunspor           |  | 4 - 2 | TFF Primera División 2023-24 |

## Palmarés

### Campeonatos nacionales
| Título             | Equipo                 | País    | Año     |
| ------------------ | ---------------------- | ------- | ------- |
| Tercera División A | Magallanes             | Chile   | 2010    |
| Primera División   | Universidad de Chile   | Chile   | 2012-A  |
| Supercopa          | G. N. K. Dinamo Zagreb | Croacia | 2013    |
| Primera División   | G. N. K. Dinamo Zagreb | Croacia | 2013-14 |
| Primera División   | G. N. K. Dinamo Zagreb | Croacia | 2014-15 |
| Copa de Croacia    | G. N. K. Dinamo Zagreb | Croacia | 2014-15 |
| Primera División   | G. N. K. Dinamo Zagreb | Croacia | 2015-16 |
| Copa de Croacia    | G. N. K. Dinamo Zagreb | Croacia | 2015-16 |

### Distinciones individuales
| Distinción                           | Año    |
| ------------------------------------ | ------ |
| Mejor Delantero Derecho por el SIFUP | 2012-A |